# Éditions Philippe Rey
Les Éditions Philippe Rey sont une maison d'édition française, généraliste et indépendante, créée par Philippe Rey en 2002 et spécialisée dans la littérature étrangère.

## Présentation
Philippe Rey crée cette maison d'édition avec l'appui du Seuil, après avoir travaillé dix ans chez Stock, avec deux anciens collègues : Christiane Besse et Jean-Claude Berline.
Maison généraliste et indépendante créée en septembre 2002, les premiers titres des éditions Philippe Rey sont parus un an plus tard : un roman de Joyce Carol Oates, un récit de Taslima Nasreen, un essai de Christiane Desroches Noblecourt et un livre du prêtre Guy Gilbert, témoignant de la fidélité à Philippe Rey de certains auteurs.
Le catalogue comporte plusieurs collections, mais la littérature est le principal champ d'activité. En littérature française, les Éditions Philippe Rey publient des auteurs débutants et francophones issus d'Afrique, des Antilles, de Madagascar, d'Haïti (Gary Victor), etc. L'entreprise distribue des auteurs publiés aux États-Unis, en Inde, en Afrique du Sud, en Nouvelle-Zélande, au Bangladesh ou en Italie (Marco Balzano, prix Campiello 2015 pour Le Dernier arrivé). Les sujets traités sont multiples. Elles publient des romans de Joyce Carol Oates (dont Les Chutes, prix Femina étranger 2005) ou Kerry Hudson (La Couleur de l'eau, prix Femina étranger 2015), ou encore le premier roman de Camille de Villeneuve, Les Insomniaques en 2009 ainsi que de Mahir Guven, Grand frère (prix Goncourt du premier roman 2018), et Murmures à la jeunesse, l'ouvrage de Christiane Taubira dans lequel elle critique l'extension de la déchéance de nationalité,.

## Publications
- Grand Frère, de Mahir Guven, lauréat du prix Goncourt du premier roman 2018[6].
- La Plus Secrète Mémoire des hommes, de Mohamed Mbougar Sarr [7], Prix Goncourt 2021[8].
- Ainsi pleurent nos hommes[9], de Dominique Celis, finaliste du Prix Rossel 2022[10].